# Asteroxylon
Asteroxylon (gr. "xilema amb forma d'estel") és un gènere extint de plantes vasculars sense llavors de la classe Lycopodiopsida coneguda pels espècimens del principi del Devonià conservats al dipòsit de chert a Rhynie, Aberdeenshire al nord-est d'Escòcia que han estat datats de 396 milions d'anys enrere. Asteroxylon és probablement un grup troncal de les Drepanophycaceae.

## Descripció
Asteroxylon és un gènere de plantes vasculars terrestres. Les seves tiges s'embrancaven dicotòmicament i arribaven a fer 12 mm de diàmetre i 40 cm de llargada i eren erectes, sortien d'un òrgan subterrani d'on també sortien rizoides o arrels que arribaven a fondàries de fins a 20 cm sota de la superfície.
Asteroxylon diferia de gèneres externament similars del seu període, Drepanophycus i Baragwanathia, en què el sistema vascular s'estenia també a les fulles.